# 큰긴꼬리땃쥐텐렉
큰긴꼬리땃쥐텐렉(Microgale principula)은 텐렉과에 속하는 아프로테리아 포유류의 일종이다. 마다가스카르섬의 토착종으로 자연 서식지는 아열대 또는 열대 습윤 저지대 숲 또는 습윤 저산대 숲이다. 서식지 감소로 멸종 위협을 받고 있다.

## 분포 및 서식지
큰긴꼬리땃쥐텐렉은 마다가스카르 동부 지역의 해발 440~1950m 높이 범위에서 발견되며, 마로제지 지역부터 남쪽으로 안도하헬라 지역까지 분포한다. 나무 위에서 생활하는 수상성 동물 종으로 일차림과 다소 나무가 줄어든 습기가 있는 숲에서 발견된다.